# ОМШ „Петар Коњовић” Београд
Основна музичка школа „Петар Коњовић” се налази на Вождовцу, у Београду. Име носи по српском композитору Петру Коњовићу.

## Историјат
Основна музичка школа „Петар Коњовић” је током своје историје неколико пута мењала адресу, а на садашњу локацију смештена је 1985. године. Почела је са самосталним радом школске 1979/80. године.

## О школи
Данас школа има три издвојена одељења: при основној школи „Карађорђе” у Београду, при основној школи „Јелица Миловановић” у Сопоту и Основној школи „22. октобар” у Сурчину, која броји преко 900 ученика и око 80 професора стручних предмета.
Школа је једна од најбоље рангираних основних школа по броју освојених награда у Србији.